# Conus sandwichensis
Espèce
Conus sandwichensis est une espèce de mollusques gastéropodes marins de la famille des Conidae.
Comme toutes les espèces du genre Conus, ces escargots sont prédateurs et venimeux. Ils sont capables de « piquer » les humains et doivent donc être manipulés avec précaution, voire pas du tout.

## Description
La taille de la coquille varie entre 14 mm et 47 mm.

## Distribution
Cette espèce marine est endémique à Hawaï.

## Taxonomie

### Publication originale
L'espèce Conus sandwichensis a été décrite pour la première fois en 1978 par le malacologiste américain Jerry Glenn Walls dans « The Pariah »,.

### Synonymes
- Conus (Tesselliconus) sandwichensis Walls, 1978 · appellation alternative
- Conus suturatus sandwichensis Walls, 1978 · non accepté
- Lithoconus sandwichensis (Walls, 1978) · non accepté
- Tesselliconus sandwichensis (Walls, 1978) · non accepté